# Pierre Raffin

Bischofswappen

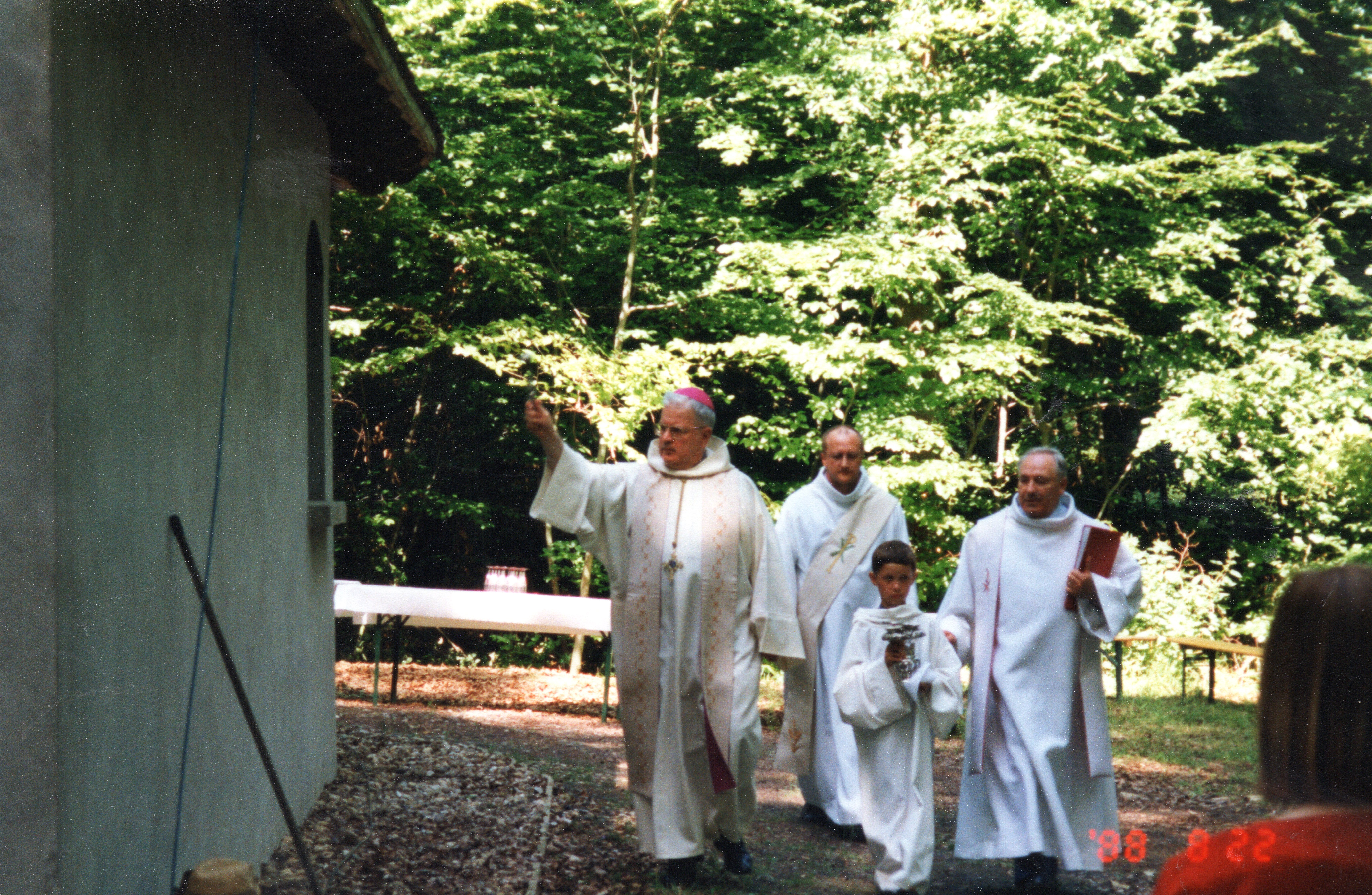
Bischof Pierre Raffin OP (links) bei der Benediktion der Kapelle von Pontpierre (1998)

Pierre René Ferdinand Raffin OP (* 13. Februar 1938 in Nancy; † 2. Februar 2024 in Metz) war ein französischer Ordensgeistlicher und römisch-katholischer Bischof von Metz.

## Leben
Nach seinem Schulabschluss trat er am 12. November 1957 dem Dominikanerorden bei und empfing am 5. Juli 1964 das Sakrament der Priesterweihe. Innerhalb des Ordens war er als Professor von 1968 bis 1971 an der Ausbildungsstätte der Dominikaner in Saulchoir tätig. Von 1972 bis 1978 und dann wieder von 1984 bis 1987 war er Generalsekretär der Dominikanerprovinz Frankreich. Von 1978 bis 1984 diente er als Prior des Klosters Mariae Verkündigung in Paris. Anschließend war er neben seiner Tätigkeit als Generalsekretär Lehrer und Spiritual am Propädeutikum Maison Saint-Augustin (MSA) in Paris.
Papst Johannes Paul II. ernannte ihn am 4. August 1987 zum Bischof von Metz. Die Bischofsweihe spendete ihm der Straßburger Erzbischof Charles Amarin Brand am 11. Oktober desselben Jahres. Mitkonsekratoren waren der Bischof von Dijon, Jean Balland, und der Bischof von Oran, Pierre Lucien Claverie OP.
Am 27. September 2013 nahm Papst Franziskus das von Pierre Raffin aus Altersgründen vorgebrachte Rücktrittsgesuch an.

## Mitgliedschaften

### Römische Kurie
- Kongregation für die Institute geweihten Lebens und für die Gesellschaften apostolischen Lebens

### Französische Bischofskonferenz
- Kommission für geistliche Berufe